# Annwfyn
Annwfyn, Annwvyn, Annwfn of Annwn is het magische rijk van Arawn in de Welshe mythologie. Het is enigszins vergelijkbaar met de wereld van de Sidhe in de Ierse mythologie.

## Betekenis van de naam
Over de betekenis van de naam bestaat nog discussie. Zelfs de spelling van de naam is niet consequent. Behalve Annwfyn wordt ook Annwn of Annwvn gebruikt. Annwfyn ‘onderwereld, andere wereld’ stamt uit de grondvorm *ande-dubnos, een samenstelling van het voorzetsel *ande- ‘onder, zich beneden bevindend’ en het zelfstandig naamwoord *dubnos (waaruit Nieuwwelsh dwfn ‘diepte; diep’). In het Boek van Taliesin wordt direct gerefereerd aan ‘onderwereld’: yn annwfyn is eluyd ‘in Annwfyn onder de aarde’. Het eerste lid kan echter ook het versterkende voorvoegsel an- ‘zeer, erg’ zijn, in combinatie met dwfyn ‘diepte, wereld; diep’, en deze zou ‘het diepst’ betekenen, of beter gezegd ‘onderaardse wereld’. Annwfyn was dus niet het dodenrijk, maar meer een onderaards land van elfen of goden.

## Geografie
De locatie van Annwfyn is onbekend. De mythes en sagen waarin het land voorkomt zijn in de loop der tijden aangepast en vaak pas in de Middeleeuwen op schrift gesteld. Het lijkt alsof Annwfyn bestaat naast onze wereld in een andere dimensie. In het Boek van Taliesin wordt het echter beschreven als een eiland, alleen bereikbaar via water. Een van de gedichten uit dit boek, 'Preiddeu Annwfn ', beschrijft een inval met schepen. In de Mabinogi ligt Annwfyn in een andere dimensie en reist de held Pwyll van Dyfed naar het rijk. In andere verhalen van de Mabigoni moeten reizigers een heuvel beklimmen om toegang te verkrijgen. In het Boek van Taliesin wordt Annwfyn beschreven als het land van de eeuwige jeugd. Een land zonder oorlog en gebrek.

## Koningen
Het land Annwfyn wordt volgens de eerste tak van de Mabinogi geregeerd door Arawn. Hij is het die de held Pwyll naar zijn rijk roept om hem bij te staan. Ook bekend als vorst van het land is Gwyn ap Nudd. Hij komt al voor in het verhaal Culhwch ac Olwen uit de elfde eeuw. Hier is hij meer een soort elfenkoning. In het boek Buchedd Collen uit de zestiende eeuw is hij echter veranderd in een koning van de demonen.

## Kerstening
Nadat Wales was gekerstend werd Annwfyn meer en meer een dodenrijk, een soort hel voor de dolende zielen. Zo wordt, in de legende van Sint Collen, Gwyn ap Nudd door God aangesteld als de leider van de demonen. Hij rijdt aan het hoofd van de Wilde Jacht uit om de stervelingen mee te sleuren naar het dodenrijk. De heilige Collen weet hem met wijwater te bestrijden.